# Lochmühlengraben (Wieda)
Der Lochmühlengraben, mitunter umgangssprachlich auch Bunter Bach genannt, ist ein gut 3 km langer, orographisch linker Zufluss der Wieda im Landkreis Nordhausen in Thüringen.

## Verlauf
Der Lochmühlengraben entspringt südlich der Kleinstadt Ellrich, an der Verbindungsstraße L 1039 nach Gudersleben. Ab dort fließt er, überwiegend begradigt in südöstliche Richtung durch ein linksseitig vom Kammerforst und rechtsseitig von Feldern umgebendes Tal. Nach ungefähr der halben Fließstrecke nimmt er das Wasser des Breiten Borns auf.  Nach gut zwei Drittel tangiert der Bach die namensgebende Lochmühle, welche verwaltungsmäßig zu Gudersleben gehört. Nach Unterqueren der L 2067, die von Branderode nach Woffleben führt, mündet der Lochmühlengraben in die Wieda. In niederschlagsarmen Sommern versickert das Wasser des ganzjährig fließenden Baches im karstigen Flussbett der Wieda.